# Abbie Conant
Abbie Conant (Tesuque, 1955) es una trombonista estadounidense y profesora del Conservatorio de Música (Staatliche Hochschule für Musik) de Trossingen. Ha actuado como solista en más de 200 ciudades de Europa y América. En una audición a ciegas salió seleccionada como la arrolladora primera opción para el puesto de trombonista solista de la Orquesta Filarmónica de Múnich en 1980, pero fue víctima de discriminación sexista una vez que el jurado descubrió que la elegida había sido una mujer. Es famosa por su estilo brillante y expresivo, así como una firme defensora de las mujeres que se dedican a la música y de los músicos pertenecientes a minorías.

## Formación
Conant se crio en Nuevo México y estudió en la Universidad de Nuevo México, en la Universidad del Temple y en la Escuela Juilliard, con las más altas calificaciones. Entre sus maestros destacan Per Brevig, Branimir Slokar y Christian Lindberg.
Antes de la universidad, Conant asistió a la Academia de Artes Interlochen de Míchigan, donde se diplomó en 1973. En 1972, Conant actuó con un conjunto de Interlochen en el Centro John F. Kennedy para las Artes Escénicas de Washington D. C. El programa incluyó la obertura de Ruslán y Ludmilla, de Glinka, el Segundo concierto para piano de Bartok, la Sinfonía n.° 1 de Samuel Barber, la Fantasía de sobre un tema de Thomas Tallis, de Ralph Vaughan Williams y El pájaro de fuego, de Ígor Stravinsky. Conant ha denunciado el significativo aumento de las tasas para matricularse en la Academia de Artes Interlochen, que ascienden a unos 65.000 dólares al año, en comparación con los alrededor de 5.000 dólares que costaban a finales de la década de 1960.
Además, Conant obtuvo un diploma de arte de la Universidad de Música y Danza de Colonia, como alumna de Branimir Slokov. Viajó a Italia con el Festival de los Dos Mundos y estudió música clásica contemporánea con Vinko Globokar en la Accademia Musicale Chigiana de Siena. 

## Carrera musical
Empezó a trabajar en 1979 como trombonista solista de la orquesta del Teatro Reggio de Turín. En 1980 se presentó como candidata para formar parte de once orquestas europeas y la Orquesta Filarmónica de Múnich se dirigió a ella como "Estimado Señor Abbie Conant" para invitarla a participar en su proceso de selección. Consiguió la plaza de trombón solista y permaneció en ese puesto durante trece años, once de los cuales fueron de litigios, en una larga batalla legal por hacer valer sus derechos, que ella misma consideró una lucha contra el sexismo y por los derechos humanos.
Conant se convirtió en profesora de trombón en el Conservatorio de Música (Staatliche Hochschule für Musik) de Trossingen en 1992, en sustitución del que fuera su profesor, Branimir Slokar, y es la única mujer catedrática de trombón en Alemania.
A lo largo de su carrera ha interpretado muy diferentes géneros musicales, como dúos con shakuhachi, guitarra, arpa y órgano. También ha destacado como improvisadora y por su labor en el terreno de la música electrónica y experimental.
Cuenta con numerosas grabaciones en su haber, entre las que destaca el disco junto al organista Klemens Schnorr, con música de todas las épocas desde el Barroco hasta el siglo XX, para el sello Audite.
Ha impartido clases magistrales en instituciones de prestigio como la Escuela Juilliard (Nueva York), la Escuela de Música Eastman, el Conservatorio de Música de Nueva Inglaterra (Boston), la Escuela de Música de Yale (New Haven), la Universidad de Indiana Bloomington, el Royal Northern College of Music (Mánchester), la Academia de Música y Arte Dramático de la Universidad de Gotemburgo, la Universidad DePaul, el Instituto Californiano de Artes, la Universidad McGill y el Oberlin College, entre otras.

## Los años en la Filarmónica de Múnich

### Audición
Conant fue trombón solista de la Filarmónica de Múnich de 1980 a 1993. Las audiciones de ingreso fueron a ciegas, con los aspirantes y el comité de selección separados por una pantalla. En aquel momento era una práctica novedosa y se adoptó debido a que uno de los otros 32 trombonistas que se presentaron a la prueba era hijo de un prominente músico de la ciudad. El 19 de junio de 1980, después de la audición de Conant, que tocó en 16.º lugar, el entonces director invitado de la orquesta, Sergiu Celibidache, exclamó: "¡Esto es lo que queremos!" y a los 17 músicos que aún esperaban su turno se los mandó para casa sin siquiera haberlos escuchado.
Una vez hecha su selección, el jurado se sorprendió al descubrir que el ganador era una mujer. Hasta ese momento, la orquesta solo contaba con dos mujeres, al violín y el oboe, que eran considerados "instrumentos femeninos", al contrario que el trombón, que era "masculino", interpretado por hombres en las marchas militares o en la ópera para representar el inframundo. Hubo otras dos rondas de audiciones, que Conant pasó con brillantez. Finalmente pasó a formar parte de la orquesta.

### Batalla legal
Celibidache se mostraba cada vez más molesto por el ingreso de Abbie Conant y, una vez ascendido al puesto de director musical, no dejó de acosarla sutil o descaradamente. En septiembre de 1982, Celibidache la degradó a segundo trombón y se negó a darle solos, arguyendo como único motivo que "necesitamos un hombre para el trombón solista".
Conant demandó a la ciudad de Múnich (propietaria de la Filarmónica) por discriminación y no recuperó el puesto de primer trombón hasta seis años más tarde.

La primera audiencia en sede judicial tuvo lugar el 17 de agosto de 1982, promovida por los abogados de la ciudad de Múnich. No se pudo emitir ningún fallo ya que no se adujo ninguna crítica específica o concreta a Conant en concierto. Los abogados de la ciudad tampoco proporcionaron las advertencias escritas requeridas legalmente. Se fijó una nueva fecha de juicio para el 16 de junio de 1983, para la cual los abogados de la ciudad proporcionaron la siguiente base para la degradación:
La demandante no posee la fuerza física necesaria para ser líder de la sección de trombones; no está en condiciones de liderar claramente el grupo de trombones. Aparte de eso, carece de la empatía necesaria para traducir los deseos artísticos del Director General Musical.
En palabras del juez, se trataba de valorar
si la demandante -para una orquesta de la calidad de la Filarmónica de Múnich- posee incondicionalmente la fuerza física, la resistencia y la durabilidad necesarias para tocar los pasajes más difíciles de acuerdo con las instrucciones de longitud, intensidad y volumen de los directores.
En respuesta a eso, Conant se sometió a exámenes médicos en la Clínica del Pulmón Gautinger, donde respiró dentro de una cabina sellada y se le sacó sangre del oído para ver la eficiencia con que su cuerpo absorbía el oxígeno. Tuvo que soplar a través de numerosas máquinas para medir la capacidad de sus pulmones y la velocidad a la que podía inhalar y exhalar aire. Hubo de desvestirse y dejar que un médico le examinara la caja torácica y el pecho. Finalmente, todos sus resultados estuvieron tan por encima de la media que una enfermera hasta le preguntó si era atleta. Celibidache asistió al segundo juicio, pero no fue invitado a dar testimonio debido a la falta de críticas fundamentadas. El tribunal falló a favor de Conant el 29 de marzo de 1984, teniendo en cuenta que:
"La demanda es lícita porque el cambio en las asignaciones de trabajo, debido a la falta de un argumento fundamentado, no está justificado".
“El imputado no ha justificado su degradación con hechos, sino con juicios de valor generalizados”.
“Más allá de eso, no se dice cuándo (fecha) ocurrieron los supuestos errores. Tampoco se menciona cuándo se le hizo una advertencia a la demandante ".
“Por lo tanto, el tribunal no puede determinar qué hizo mal la demandante, ni determinar si tomó en serio las supuestas advertencias o, en otras palabras, si los errores se cometieron nuevamente después de la advertencia”.
A pesar de todo, las polémicas y el acoso contra Conant no cesaron. En 1985, varios miembros de la orquesta la acusaron de ser poco fiable y de falta de profesionalidad. Otros empezaron a quejarse de que su cortedad de aire en la interpretación del Réquiem de Wolfgang Amadeus Mozart era claramente audible, y todo ello a pesar de los elogios que Yoav Talmi, el director invitado, le había dedicado a ella en particular.
El juez, que carecía de conocimientos musicales, solicitó una audición especial ante un experto. Tres años se tardó en celebrar esa prueba: unos rechazaban el encargo porque si fallaban a favor de Conant nunca más podrían trabajar con la Filarmónica de Múnich; otros competían con Conant por la plaza para profesor del Conservatorio de Múnich. Hubo hasta media docena de aplazamientos absurdos por problemas administrativos o de agenda del ayuntamiento o por falta de tiempo alegada por algún profesor. Finalmente, Heinz Fadle, presidente de la Asociación Internacional del Trombón y tercer especialista contactado para realizar la audición, aceptó el encargo y le envió a Conant una lista con los siete pasajes más difíciles en el repertorio de trombón. En febrero de 1988 ella se desplazó a la ciudad de él, interpretó cada pieza tres veces, con distintos estilos de vibrato, intensidad y fraseo. Todo el procedimiento se grabó ante un representante del ayuntamiento de Múnich, en una evaluación mucho más rigurosa que cualquier otra prueba que Abbie Conant hubiera pasado, en una audición de orquesta, ensayo o concierto. El veredicto del experto fue efusivo, con explícitas alabanzas a sus aptitudes físicas y artísticas, de modo que el 1 de julio de 1988, por segunda vez, el tribunal falló a favor de Conant, y se le restituyó su plaza de solista tras ocho años en la orquesta, seis de litigios judiciales, exámenes médicos, pruebas jurídicas, el acoso de los compañeros, innumerables reuniones y un examen ante un trombonista especialista.
Sin embargo, Conant se vio obligada a emprender una nueva ronda de acciones judiciales que duró otros cinco años. Volvió a demandar con éxito a la orquesta por los pagos atrasados en los que había permanecido como segundo trombón, pero sobre todo al descubrir que, atendiendo las órdenes de Celibidache, le habían estado pagando menos que a sus colegas varones: al estar en un nivel salarial por debajo de ellos, sus compañeros cobraban 1100 marcos alemanes (562 euros) más que ella. El juez volvió a fallar a su favor tras valorar que el trato que se le estaba dando a Conant en la orquesta era "indecente" y ordenó que se le pagara el mismo sueldo que a sus compañeros, aunque se le negaron los años de antigüedad que solicitaba.
El 28 de octubre de 1991, la revista Der Spiegel levantó un revuelo internacional al publicar un amplio artículo acerca de Abbie Conant. El ayuntamiento, en respuesta, trató de limpiar la reputación de Celibidache y lo nombró Ciudadano de Honor de la ciudad de Múnich. Entretanto, Conant seguía sufriendo todo tipo de presiones dirigidas a que en algún momento acabara dimitiendo y abandonara la orquesta. En 1992, durante una gira por Asia de la Filarmónica de Múnich, el director de escena le anunció que tendría que tocar como asistente del primer trombón, a lo que ella se negó. Se la amenazó incluso con mandarla de vuelta a Múnich y despedirla, pero finalmente nadie se atrevió a dar ese paso. No obstante, en los meses siguientes se le siguió encomendando la labor de trombón segundo, por lo que el gerente de personal del ayuntamiento tuvo que comparecer para declarar en el juzgado. Tras advertirle la juez de que si mentía se estaba exponiendo a 15 años de cárcel, dicho responsable reconoció que ningún otro solista de la sección de viento tenía las mismas condiciones salariales que Conant. Dada la acumulación de tratos discriminatorios que venía sufriendo, el juzgado volvió a fallar a favor de la trombonista.
Tras la lectura de esta última sentencia, y con el fin de forzar su renuncia, Conant fue convocada a una reunión con representantes del ayuntamiento y la orquesta. Se la amenazó para que presentara su dimisión sin saber que ella ya había planeado dejar la orquesta, puesto que el prestigioso Conservatorio de Música de Trossingen le había ofrecido un puesto de profesora, que no solo le reportaba mejores condiciones, sino que además le permitía continuar con su carrera de solista como freelance.
La Filarmónica de Múnich dejó de hacer audiciones a ciegas tras la selección de Conant.

## Carrera escénica

### The Wasteland Company

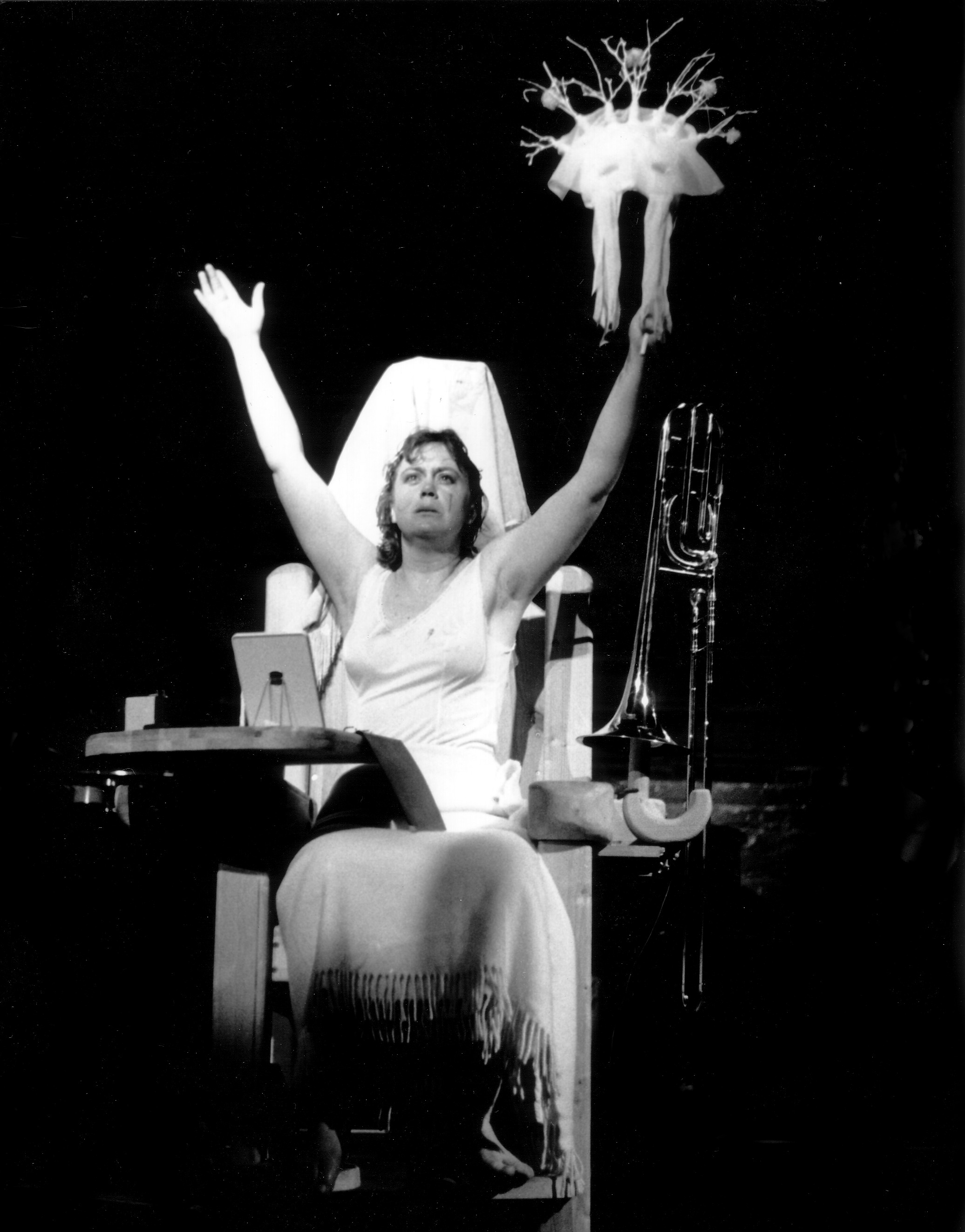
Foto de MiriamConant escribió: "Las mujeres enfrentan (...) problemas porque la sociedad les impone roles que limitan su potencial humano. El papel doméstico de Miriam la obliga a usar "máscaras", pero su autenticidad enterrada se defiende. Las mujeres en el lugar de trabajo se enfrentan a presiones similares, ya que a menudo se topan con actitudes y prejuicios que limitan su desarrollo".

Conant está casada con el compositor y musicólogo William Osborne, junto al que produce "música de cámara teatral" con The Wasteland Company. Algunas de sus obras tocan activamente temas feministas. Así, por ejemplo, Miriam es una obra teatral y puesta en escena para trombón, soprano, spoken word, pantomima y piano controlado por ordenador, que responde a la experiencia de Conant con la Filarmónica de Múnich. La compañía ha producido 12 obras importantes y en su página web ha publicado las partituras, libres de derechos:
- Alicia a Través del Espejo, para orquesta de cámara y cantantes (1983)
- Letra y música, para actor, barítono y piano (estrenada en Fráncfort del Meno, 1985)
- Hamm, para violinista-actor (estrenada en Múnich, 1982)
- Ohio Impromptu, para tenor, actor y piano (estrenada en Múnich, 1986)
- Lenore, para trombonista-actor (estrenada en Múnich, 1983)
- Act Without Words, de Samuel Beckett, para instrumentista-mimo y piano (estrenada en el Staatstheater de Ingolstadt, 1986)
- Rockaby, para actriz-cantante y cinta de voz, cuatro trombones y piano (estrenada en el Staatstheater de Kassel, 1986)
- Winnie, para performer-artista-soprano, con parte instrumental opcional y piano (estrenada en Roma, 1984)
- Miriam, una opereta de cámara en tres partes para artista de performance y piano:[31]
  - Parte 1: The Mirror (estrenada en Stuttgart, 1988)
  - Parte 2: The Chair (estrenada en el Gasteig Kultur Zentrum de Múnich, 1990)
  - Parte 3: The River (estrenada en Múnich, 1990)[38]
- Street Scene For the Last Mad Soprano, para soprano con cinta cuadrafónica generada por ordenador (estrenada en el K-9 Theatre de Constanza, 1996)[38]
- Cybeline, obra de teatro musical multimedia para trombonista y artista de performance (estrenada por el Redcat-CalArt's Theatre en el Walt Disney Concert Hall de Los Ángeles, 2004)
- Aletheia,[39] para cantante-instrumentista, piano controlado por computadora y electrónica cuadrafónica (estrenada en la Universidad de Redlands, California, 2007)

### Estudio Taos
Conant y su marido son propietarios de un estudio en Taos, Nuevo México. Consta de una vivienda con dos dormitorios y de un espacio para performances con aforo para 60 espectadores. Además de sus propios trabajos, el estudio ha acogido lecturas, presentaciones y conciertos de mujeres locales, así como de becarias de la Fundación Wurlitzer.

## Otras menciones
De su lucha legal como víctima de sexismo se hicieron eco numerosos medios, como Der Spiegel, The Washington Post o The Wall Street Journal.
El marido de Abbey Conant publicó un extenso y documentado artículo en el que se detallan todos los detalles de su carrera y muy especialmente los relativos a la batalla judicial que hubo de enfrentar. Se titula You Sound Like A Ladies Orchestra (Sonáis como una orquesta de señoritas), cita textual del comentario que en cierta ocasión le dirigió Celibidache a la Filarmónica de Múnich, con afán denigratorio.
Malcolm Gladwell dijo que la historia de Conant, a la cual se le dedica el capítulo final del libro, fue la inspiración para su superventas, Blink: The Power of Thinking Without Thinking, que durante 18 semanas apareció en la lista de los libros más vendidos de The New York Times.
La revista de la I.T.A. (International Trombone Association) la describió como una de las mejores trombonistas del panorama internacional y le dedicó una de sus portadas.
Su historia también fue contada en el documental de larga duración de 1994, Abbie Conant: Alone Among Men, de Brenda Parkerson.
El Landestheater de Linz produjo la obra Der (eingebildeter) Frauenfeind [El (engreído) misógino] dirigida por la dramaturga británica Tamssin Oglesby, y basada en la biografía de Conant.
Ha sido jurado de los concursos de Ginebra, Porcia y del concurso Rimski-Kórsakov de San Petersburgo.
En 1996 fue elegida presidenta de la I.T.A. (International Trombone Association) tras ser reconocida como una de las más importantes trombonistas del mundo.